# Wesele w Suzie

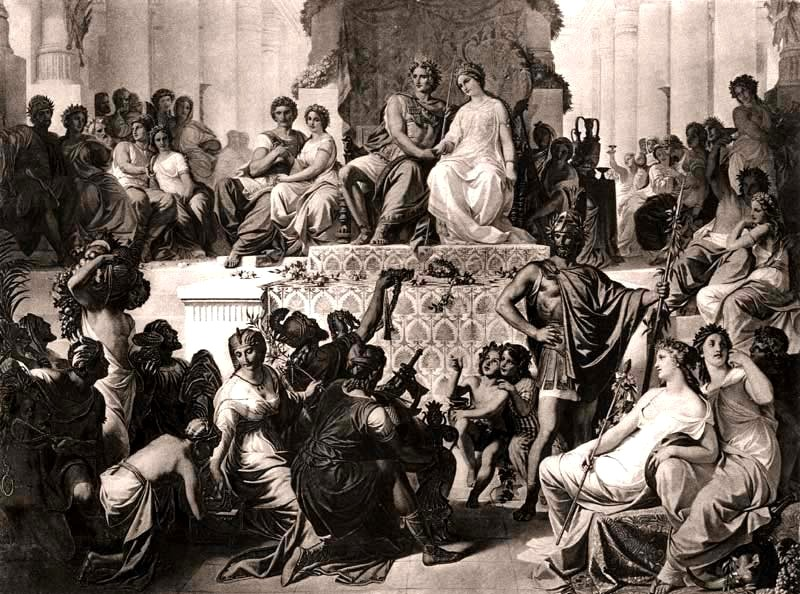
Aleksander poślubia Statejrę II, a Hefajstion – Drypetis

Wesele w Suzie – trwające 5 dni wesele zorganizowane w Suzie w 324 p.n.e. przez Aleksandra Macedońskiego tuż po powrocie z wyprawy do Indii. Udało mu się nakłonić ponad 90 dostojników macedońskich i greckich ze swego otoczenia do małżeństwa z przedstawicielkami arystokracji irańskiej. Chciał w ten sposób zacieśnić więzi macedońsko-irańskie; między zdobywcami i pokonanymi.

## Zawarte małżeństwa
Aleksander dał przykład otoczeniu, poślubiając dwie córki królów perskich: Parysatis II (córkę Artakserksesa III) i Statejrę II (córkę Dariusza III), licząc na legitymizację swojej władzy w Iranie. Ewentualni synowie narodzeni z tych związków byliby wnukami achemenidzkich władców i mogliby liczyć na lojalność arystokracji perskiej. Aleksander miał więc już trzy żony (pierwszą była Roksana – księżniczka baktryjska).
Szczególnie wyróżniony został Hefajstion – najbliższy przyjaciel Aleksandra, który ożenił się z Drypetis – młodszą siostrą Statejry II, stając się tym samym szwagrem macedońskiego władcy. Również Krateros otrzymał żonę z dynastii Achemenidów – Amastris – córkę Oksartesa, brata Dariusza III.
Inne zawarte tego dnia ważniejsze małżeństwa to:
- Ptolemeusz – poślubił Artakamę – córkę satrapy Frygii – Artabazosa
- Eumenes z Kardii – pojął za żonę Artonis – kolejną córkę Artabazosa
- Seleukos – poślubił Apamę – córkę Spitamenesa, przywódcy powstania w Sogdianie

Oprócz tego Aleksander opłacił pannom młodym posag, wynagradzając także prostych żołnierzy, którzy związali się z Azjatkami (takich związków miało być aż 10 tysięcy).

## Dalsze losy małżeństw
Powszechnie powtarzana przez naukę nowożytną teza, iż po śmierci Aleksandra jego wodzowie rozwiedli się ze swoimi perskimi żonami, jest tylko przypuszczeniem. O większości tych związków nie mamy żadnych informacji. Wiadomo tylko, że kilka się rozpadło, a jedno – Seleukosa z Apamą – przetrwało długo (z tego małżeństwa narodził się następca na tronie państwa Seleucydów – Antioch I Soter). Innym przykładem trwałego małżeństwa może być związek Eumenesa i Artonis.